# چای ترکی
چای ترکی یک نوع از چای است که به طور عمده در سراسر ترکیه و همچنین در قبرس شمالی و برخی از کشورهای بالکان مصرف می‌شود.

## مقدمه

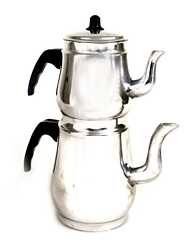
یک چایدان آلمینیومی که معمولاً ابزار اصلی برای مصرف این نوع چای است.

چای ترکی معمولاً در استان ریزه تولید می‌شود و از انواع چای سیاه است.

## نگارخانه

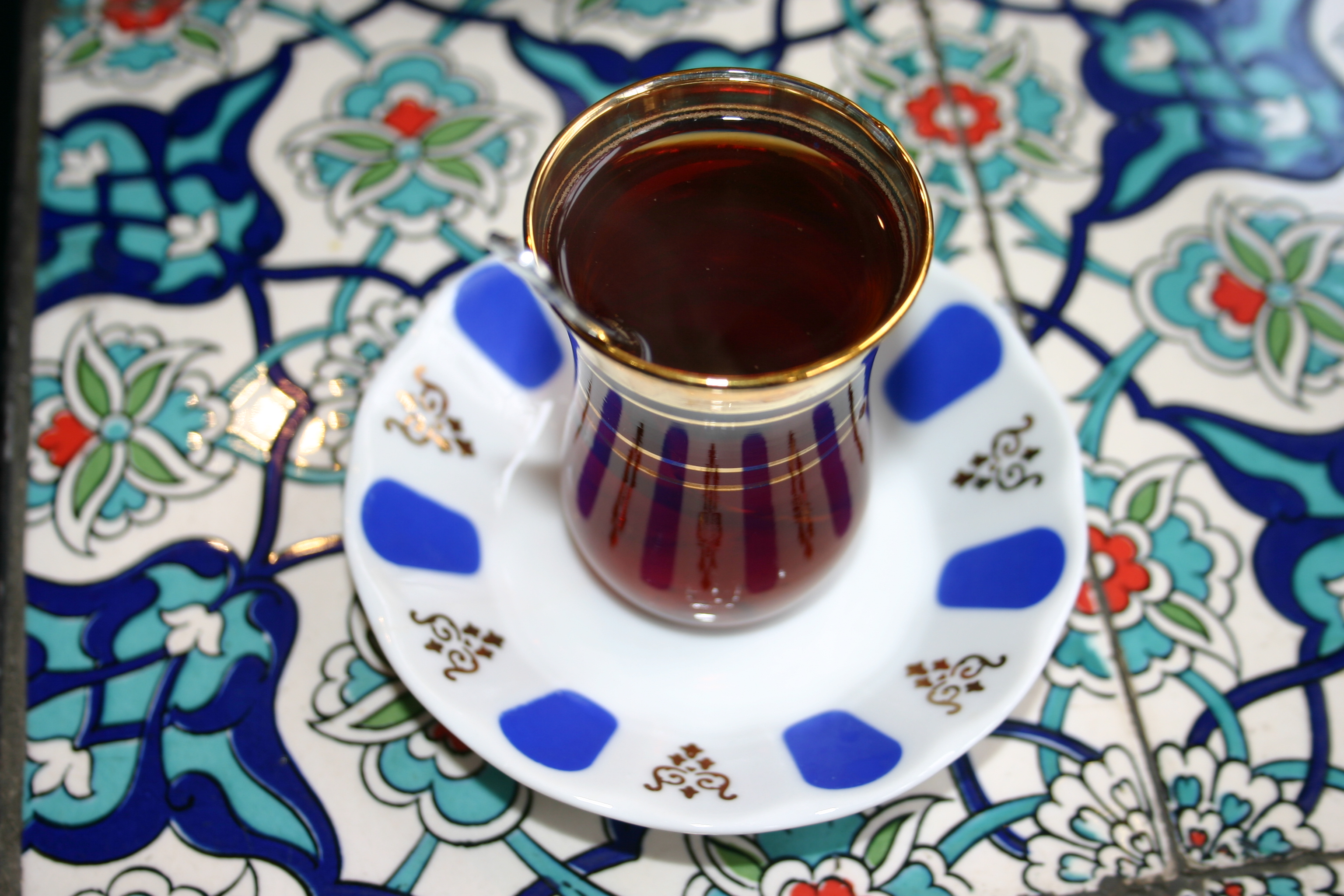